# Monarca caranegre
El monarca caranegre (Monarcha melanopsis) és un ocell de la família dels monàrquids (Monarchidae).

## Hàbitat i distribució
Habita boscos densos, sovint de ribera a la llarga de les costes orientals d'Austràlia, des del nord-est de Queensland cap al sud fins al sud-est de Victòria.